# 寺元健一郎
寺元 健一郎（てらもと　けんいちろう、1986年1月21日 - ）とは日本の俳優、歌手。東京都出身。血液型O型。身長174cm。

## 人物
所属はプランニング・クレア。
- 法政大学キャリアデザイン学部卒。大学では尾木直樹のゼミに所属。
- 特技：バスケットボール
- 趣味：NBA鑑賞・読書
- 大学在学中のレポートで、蜷川幸雄の演出助手を務める井上顕と出会い、演劇に興味を持つ。舞台芸術学院を経て、芝居だけではなく、歌もダンスも総合的に学べるよう、東宝ミュージカルアカデミー（第二期生）に入学。アドバンスを修了後、プランニング・クレア所属。
- 両親は関西出身。
- 2019年1月より劇団四季入団。

## 主な出演作品

### 舞台
2008年
- レ・ミゼラブル／マリウス役／東宝アカデミー卒業公演（亀有リリオホール）
- Broad way GALA Concert 2008（青山劇場）
- イル・ミュジーカーレ（銀座ブロッサム）

2009年
- スタジオライフ公演「フルーツバスケット」（天王洲・銀河劇場）
- Last dance , First Song／主演（六行会ホール）

2010年
- ガーネットオペラ／前田利家役（シアタークリエ）
- ミュージカル「キャンディード」（帝国劇場）
- モーツァルト!（帝国劇場）

2011年
- モーツァルト!（梅田芸術劇場・金沢歌劇座）
- 風と共に去りぬ（大阪・梅田芸術劇場／東京・帝国劇場）
- ニューヨークに行きたい!!（帝国劇場）

2012年
- ジキル&ハイド（東京・日生劇場　他）
- PROMISES，PROMISES in CONCERT（新国立劇場：中劇場）
- 飛び加藤〜幻惑使いの不惑の忍者（シアタークリエ）
- 「デュエット」（シアタークリエ　他）
- 「Yuko Doi in X’mas Live 2012」（山王オーディアム）
- シアタークリエ5th Anniversary「ONE-HEART MUSICAL FESTIVAL」（シアタークリエ）

2013年
- 「この森で、天使はバスを降りた」（ダイジョースタジオ）
- 「二都物語」（シアターオーブ）
- One on One 24th「Astronomer〜正しい嘘・ガリレオ・ガリレイ〜」主演（d－倉庫）
- ミュージカル「二都物語」（殺される若者役）（帝国劇場）
- 1st　ソロライブ （シャンソニエ蛙たち）
- 「Yuko Doi  Autumn Concert　 2013」（山王オーディアム）
- 「モンテ・クリスト伯」（日生劇場・梅田芸術劇場・愛知県芸術劇場・キャナルシティ劇場）

2014年
- 「レディ・ベス」（スクラッグ・トター役）（帝国劇場・梅田芸術劇場・博多座・中日劇場）
- 「ビニール・ドーナッツ」（博品館劇場）
- 「Talk&Live」（BLUE MUDE)
- 「モーツァルト!」（帝国劇場・梅田芸術劇場）

2015年
- 「クリエミュージカルコレクションII」（シアタークリエ）
- 沖縄×東京プロジェクト　ヒコプロ「H12」（裕太役）（沖縄タイムホール・日暮里d-倉庫）
- 「貴婦人の訪問」（若い頃のアルフレッド役）（シアタークリエ・シアターBRAVA!）
- 3rd　ソロライブ（C☆Laps）
- 「花より男子」（シアタークリエ 他）[1]

2016年
- ZENITHミュージカルコンサート  （小岩アーバンホール）
- 「BEFORE AFTER」（ベン役）（STAR PINE’S CAFE）
- 「SHOWル・リアン」（銀河劇場・梅田芸術劇場）
- 「マリオネット」（主役ピエール役） （六行会）
- 「レプリカ」（マナト役）（シアターグリーン BOX in BOX）
- 「H12」（ユウタ役）（新宿村live）
- 「End of the RAINBOW」（俳優座劇場、サンケイホールブリーゼ、水戸芸術館AMC劇場） - インタビュアー 役 [2]
- 「貴婦人の訪問」（シアター1010、シアタークリエ、キャナルシティ劇場、中日劇場、シアター・ドラマシティ） - 若い頃のアルフレッド 役 [3]

2017年
- 「レプリカ」（マナト役）（シアター風姿花伝）
- 若手演出家コンクール2016「ツクリバナシ」（男役） （劇・小劇場）
- 劇団四季「ノートルダムの鐘」（アンサンブル）
- ミュージカル「レディ・ベス」（スクラッグ・トター役）（帝国劇場・梅田芸術劇場）

2018年
- 劇団四季「ノートルダムの鐘」（アンサンブル）
- 「ナイツ・テイル」（帝国劇場・梅田芸術劇場メインホール）

2019年
- 劇団四季「ノートルダムの鐘」（カジモド役）（京都劇場）

2021年
- 劇団四季「はじまりの樹の神話〜こそあどの森の物語〜」（スキッパー役）

2022年
- 劇団四季「ノートルダムの鐘」（カジモド役）（KAAT神奈川芸術劇場・京都劇場）

2023年
- 劇団四季「ノートルダムの鐘」（カジモド役）（京都劇場・JR東日本四季劇場［秋］）

2024年
- 劇団四季「ゴースト＆レディ」（アレックス・モートン役）（JR東日本四季劇場［秋］）

### 映画
2013年
- 「海にしずめる」（田崎恵美監督）